# Poul Heegaard
Poul Heegaard (Copenaghen, 2 novembre 1871 – Oslo, 7 febbraio 1948) è stato un matematico danese, conosciuto per i suoi contributi in topologia, dove ha introdotto gli spezzamenti di Heegaard.